# Kumalarang
Kumalarang est une localité de la province du Zamboanga du Sud, aux Philippines. En 2015, elle compte 28 469 habitants.